# Servius Sulpicius Galba (Konsul 108 v. Chr.)
Servius Sulpicius Galba war ein römischer Senator aus dem Patriziergeschlecht der Sulpicier und 108 v. Chr. Konsul.

## Leben
Servius Sulpicius Galba war der ältere Sohn des gleichnamigen Konsuls von 144 v. Chr. Nach einer Vermutung des Althistorikers Friedrich Münzer könnte er der in einem Senatskonsult von 112 v. Chr. an zweiter Stelle genannte Urkundszeuge sein, dessen Name nur bruchstückhaft erhalten ist. 111 v. Chr. zum Prätor gewählt, ging er auf die iberische Halbinsel, wo er die Provinz Hispania ulterior verwaltete. In diesem Punkt ähnelte seine Laufbahn der seines Vaters, da diesem 151 v. Chr. dieselbe Provinz zugeteilt worden war.
Gemeinsam mit einem Lucius oder Quintus Hortensius erreichte Sulpicius 108 v. Chr. das Konsulat. Da sein Amtskollege aber aufgrund einer Verurteilung seinen Posten nicht antreten durfte, wurde – vielleicht von Sulpicius beeinflusst – Marcus Aurelius Scaurus zum nachrückenden Suffektkonsul bestimmt. 100 v. Chr. gehörte Sulpicius zu den Senatoren, die zur Verteidigung der Republik mit Gewalt gegen den rebellischen Volkstribunen Lucius Appuleius Saturninus vorgingen.
Zwei höchstwahrscheinlich auf Sulpicius zu beziehende Inschriften belegen seinen ausgedehnten Grundbesitz. Seiner Familie gehörten vermutlich weitläufige Gartenanlagen südlich des römischen Hügels Aventin, wo eine dieser Inschriften auf einem Grabmonument angebracht ist. Die zweite wurde in dem nahe Tarracina gelegenen Geburtshaus seines 68 n. Chr. zum Kaiser aufgestiegenen Nachfahren Galba gefunden.